# ۱۸۳ (پیش از میلاد)
۱۸۳ (پیش از میلاد) ۱۸۳مین سال قبل از تقویم میلادی است.